# Cruising

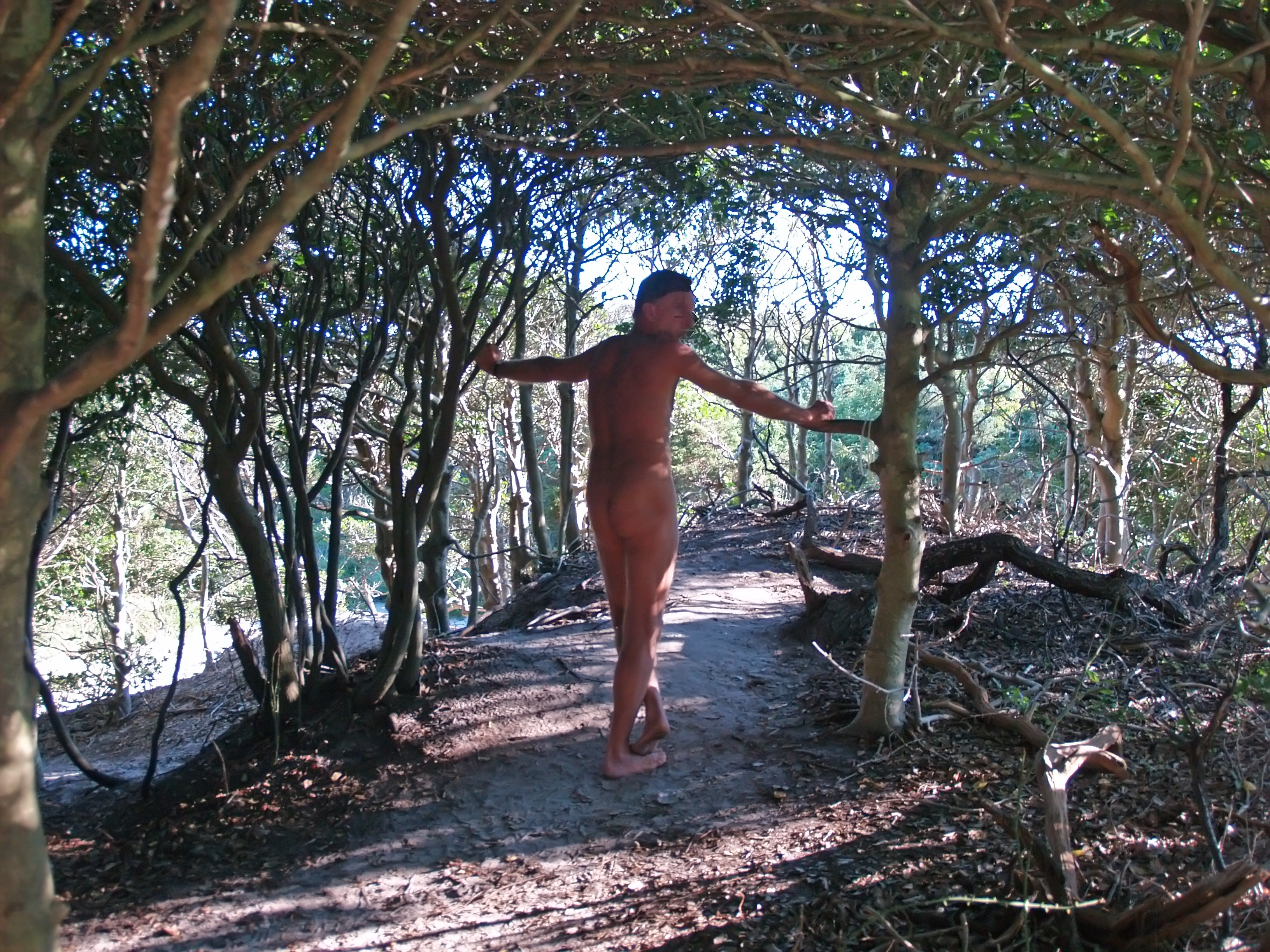
Un home fa cruising completament nu a Fire Island Pines, a l'Estat de Nova York

Cruising o cruïsme és un terme usat en l'ambient gai per a definir l'activitat de buscar un company per a una trobada sexual esporàdica en un lloc públic, generalment de manera anònima. El cruising se sol realitzar en parcs, platges, boscos i altres descampats propers a zones urbanes, així com en tota mena de banys públics i a les àrees de descans de les autopistes.

## Història
Hi ha registres històrics que aquesta pràctica ja es realitzava a l'antiga Roma. Juvenal assenyala que als banys públics els homes es grataven el cap amb un dit per identificar-se davant els altres. També cita que hi havia homes que buscaven mariners en les proximitats del districte proper al Tíber.
El terme cruising es va encunyar als anys 1970 als EUA i feia referència a un bar gai, el Booze 'n' Cruise, situat a la Ruta 66, a Albuquerque (Nou Mèxic). El mot es va començar a fer servir com un codi críptic en l'argot gai anglès per a poder parlar amb un altre homosexual de manera discreta (ja que la paraula, originàriament, significa travessar caminant, patrullar, solcar) sense identificar-se com a gai davant els heterosexuals. En l'actualitat, però, l'obertura de la comunitat homosexual i dels mitjans de comunicació han fet el terme d'ús corrent.

## En la cultura popular
El terme es menciona en cançons com Cruisin' the Streets, de Boys Town Gang, i I'm a Cruiser, de Village People. També va ser el títol de la pel·lícula Cruising, del 1980, dirigida per William Friedkin i protagonitzada per Al Pacino.